# French Championships de 1960
O French Championships de 1960 foi um torneio de tênis disputado nas quadras de saibro do Stade Roland Garros, em Paris, na França, entre 17 e 28 de maio. Corresponde à 59ª edição.

## Finais

### Profissional
| Categoria | Evento    | Campeã(s)(o/ões)                | Vice-campeã(s)(o/ões)           | Resultado               | Chave(s)  | Chave(s)       |
| --------- | --------- | ------------------------------- | ------------------------------- | ----------------------- | --------- | -------------- |
| Simples   | Masculino | Nicola Pietrangeli              | Luis Ayala                      | 3–6, 6–3, 6–4, 4–6, 6–3 | principal | qualificatório |
| Simples   | Feminino  | Darlene Hard                    | Yola Ramírez                    | 6–3, 6–4                | principal | qualificatório |
| Duplas    | Masculino | Roy Emerson Neale Fraser        | José Luis Arilla Andrés Gimeno  | 6–2, 8–10, 7–5, 6–4     | principal | principal      |
| Duplas    | Feminino  | Maria Esther Bueno Darlene Hard | Ann Haydon Jones Pat Ward Hales | 6–2, 7–5                | principal | principal      |
| Duplas    | Misto     | Maria Esther Bueno Robert Howe  | Ann Haydon Jones Roy Emerson    | 1–6, 6–1, 6–2           | principal | principal      |

### Juvenil
| Categoria | Evento    | Campeã(s)(o/ões) | Vice-campeã(s)(o/ões) | Resultado | Chave(s)  | Chave(s)       |
| --------- | --------- | ---------------- | --------------------- | --------- | --------- | -------------- |
| Simples   | Masculino | Ingo Buding      | Juan Gisbert          | 6–3, 8–6  | principal | qualificatório |
| Simples   | Feminino  | Françoise Dürr   | M. Rucquoy            | 6–0, 6–1  | principal | qualificatório |